# コヴェントリー・キャロル
コヴェントリー・キャロル （英語原題：Coventry Carol）はクリスマス・キャロルの一つで、16世紀にまで遡る。コヴェントリーのキャロルとも。

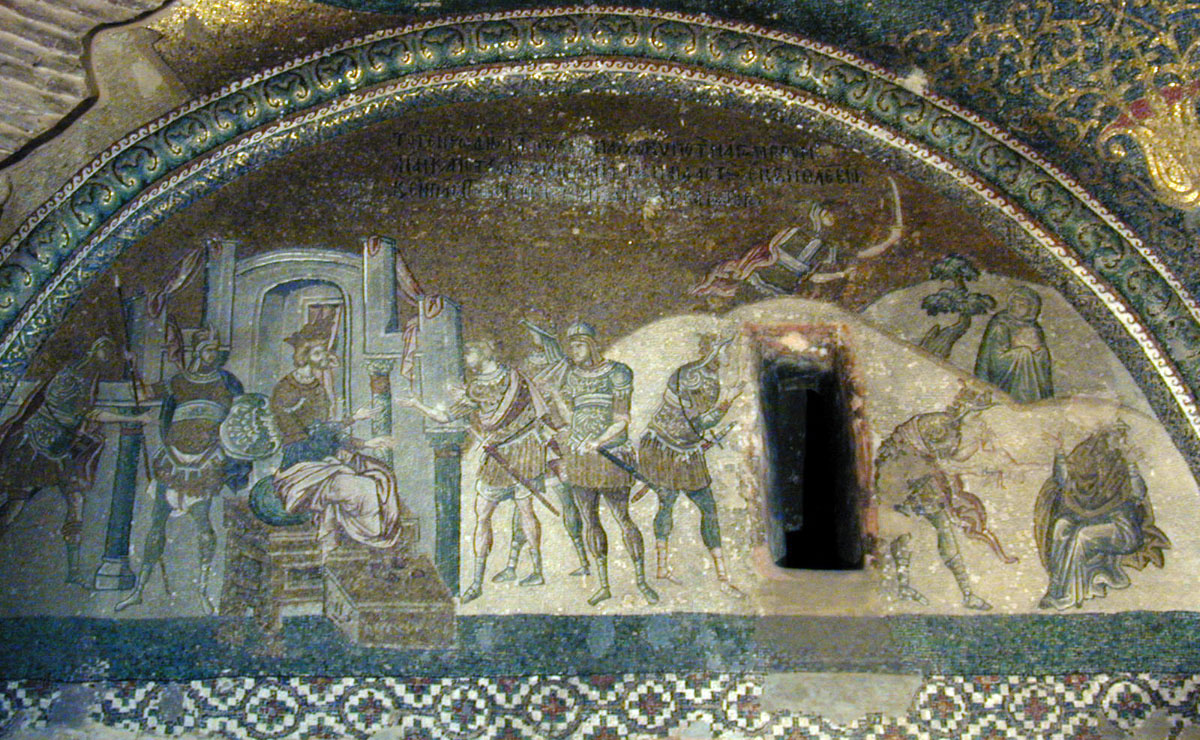
幼児虐殺－コーラ教会（コンスタンティノープル）

作者は不明だが、イギリスのコヴェントリーで、『刈り込み人と仕立て屋の芝居』という劇の中で歌われた。この劇は新約聖書の中のマタイ伝に出てくる物語である、ヘロデ大王がベツレヘムで行ったという大規模な幼児虐殺事件を描いている。この詩は、その中で、当時乳幼児であったイエスを逃亡させる場面を歌っている。なお、同事件の経緯、信憑性については、幼児虐殺の項目を参照されたい。
合唱編曲もなされ、日本でも演奏機会の多いキャロルの一つである。

## 歌詞
Lullay, Thou little tiny Child,

By, by, lully, lullay.

Lullay, Thou little tiny Child,

By, by, lully, lullay.

O sisters too, how may we do,

For to preserve this day.

This poor youngling for whom we sing

By, by, lully, lullay.

Herod the king, in his raging,

Charged he hath this day.

His men of might, in his own sight,

All young children to slay.

That woe is me, poor Child for Thee!

And ever morn and day,

For thy parting neither say nor sing,

By, by, lully, lullay.

### 日本語訳
おやすみ、おまえみどりごよ、

ねんね、ねんね、おやすみよ。

おやすみ、おまえみどりごよ、

ねんね、ねんね、おやすみよ。

あねさまいもうと、どうしたら、

この一日を守れるの。

わたしら歌ってきかせてる、

あわれなこの子を守れるの。

王様ヘロデは恐ろしい、

今日命じたの強い兵隊に、

『目に入るなべての子供をば

切り捨て果てよ』と声高に。

わたしはおまえみどりごを、

思って朝からおののくよ。

歌わず喋らず別れましょう、

ねんね、ねんね、おやすみよ。

## カバー・ヴァージョン
- ジョーン・バエズ ： 『ノエル（Noël）』
- en:Alison Moyet ： 『en:A Very Special Christmas』
- ジョン・ラターとケンブリッジ・シンガーズ（en:Cambridge Singers）：『 Christmas with the Cambridge Singers』
- スティング：原題通り、アルバム『ウィンターズ・ナイト』収録（日本盤のみのボーナス・トラック）。

## メディア
- MIDI ファイル演奏

 MIDI-file with a choral arrangement of the song